# Dillnhütten

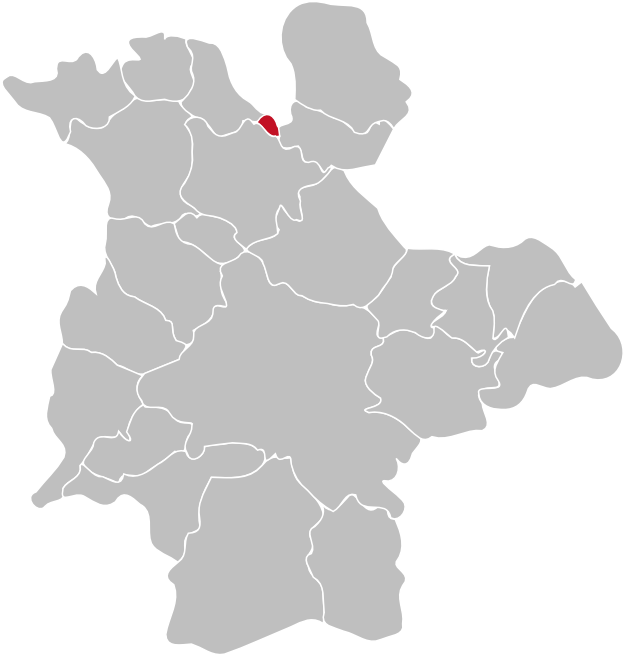
Os bairros da cidade de Siegen e a localização de Dillnhütten (em vermelho)

Dillnhütten é um bairro (Stadtteil) da cidade de Siegen, na Alemanha. Ele se localiza no norte da cidade e é atravessado pelo rio Ferndorf.
Dillnhütten é o bairro menos extenso da cidade de Siegen. Até 1° de julho de 1966, Dillnhütten era um município independente que pertencia à associação de municípios (Amt) de Weidenau. Com a reforma territorial válida a partir desta data, a localidade foi incorporada à cidade de Hüttental, a qual, por sua vez, com a reforma territorial de 1° de janeiro de 1975, foi incorporada à cidade de Siegen.
O bairro encontra-se no distrito municipal (Stadtbezirk) (Geisweid) da cidade de Siegen e faz fronteira com as seguintes localidades: a sudoeste, com o bairro de Geisweid; a noroeste, com o bairro de Sohlbach; a nordeste, com o bairro de Niedersetzen; a norte, com a cidade de Kreuztal. Dillnhütten contava com uma população de apenas 261 habitantes em 31 de dezembro de 2015, o que o torna o segundo bairro menos populoso de Siegen, atrás apenas de Volnsberg.